# Rock Hill
För andra betydelser, se Rock Hill (olika betydelser).
Rock Hill är en stad i York County i delstaten South Carolina, USA med 74 372 invånare (2020).

## Kända personer från Rock Hill
- Jim Hoagland, journalist
- Rick Sanford, utövare av amerikansk fotboll

1. ↑  United States Census Bureau, 2010 U.S. Gazetteer Files, United States Census Bureau, 2010, läst: 9 juli 2020.[källa från Wikidata]
2. ↑  United States Census Bureau (red.), USA:s folkräkning 2020, läs online, läst: 1 januari 2022.[källa från Wikidata]
3. ↑  hämtat från: franskspråkiga Wikipedia.[källa från Wikidata]
4. ↑  läs online, www.heraldonline.com  .[källa från Wikidata]
5. ↑  läs online, www.cityofrockhill.com , läst: 1 februari 2025.[källa från Wikidata]